# 广西师范大学
广西师范大学，是中华人民共和国广西壮族自治区桂林市的一所全日制公办师范类大学。该校也是由广西壮族自治区人民政府与中华人民共和国教育部共同建设省部共建大学。

## 校史沿革
广西师范大学肇始于1932年10月12日在新桂系军阀支持下成立的广西省立师范高等专科学校:975，学校位于今桂林良豐村雁山公園，为培养中级教育行政人员和合格的中学教师为主的师范类学校:389。史学家杨东莼出任首任校长。
1936年6月，广西省政府决定根据高等教育整理方案，改组广西大学，省政府主席黃旭初兼任该校校长，同时副校长职位被废除，改设秘书长一职。同时，廣西省立師範專科學校也併入廣西大學文法學院。文法学院院长由校秘书长朱佛定兼任。同年9月，广西省政府由南宁迁往桂林，广西大学学校本部及文法学院亦于当年10月随省政府一同迁入桂林，并于广西省立师范高等专科学校的原址上办学:24，1937年2月，学校再迁桂林李子园；1938年，文法学院重新从桂林市内搬回西林公园:433。
1941年10月，重建广西师范高等专科学校，1942年4月改名为广西省立桂林师范学院，1943年8月又改名为国立桂林师范学院，1944年6月至1946年1月，抗日战争期间，迁徙到柳州三江县丹洲、贵州省平越县（今福泉市）复课办学。1946年2月迁址南宁并改名为国立南宁师范学院。
1950年2月，国立南宁师范学院并入广西大学，成立广西大学师范学院，8月改为文教学院。
1953年，全国院系调整，广西大学奉命撤消。同年8月，根据教育部关于全国院系调整的计划，以原广西大学文、理各系了留下的部分教师及师范专修科全体学生为基础，在广西大学原址（桂林市将军桥）组建广西师范学院，1954年校址迁入桂林市王城。
1976年在桂林市东郊三里店增设分部。1983年5月28日，广西师范学院更名为广西师范大学。
2005年12月8日，在桂林市雁山区雁山镇建设雁山校区，2007年10月7日投入使用，2018年，雁山校区图书馆投入使用。
民国，特别是抗战时期，学校云集了薛暮桥、陈望道、林砺儒、黄现璠、欧阳予倩、谭丕模、阳翰笙等一大批国内外知名人士和专家学者，名家荟萃，阵容盛极一时，成为抗战时期大后方著名的三所高等师范院校之一。

## 现状

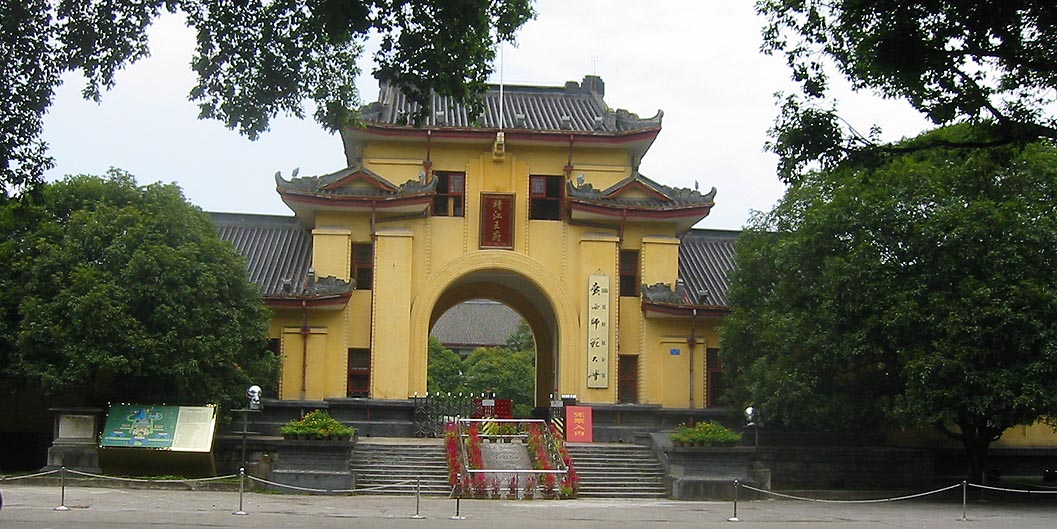
广西师范大学王城校区

### 学科
学校是广西具有博士授予权的3所高校之一，拥有3个博士后科研流动站、6个博士学位授权一级学科、12个博士学位授权二级学科、22个硕士学位授权一级学科、150个硕士学位授权二级学科、11个专业硕士学位授权点和71个全日制普通本科专业。有18个广西（高校）重点学科，学科专业涵盖哲学、经济学、法学、教育学、文学、历史学、理学、工学、农学、管理学、艺术学等11大门类。

### 校园
学校有王城、育才、雁山3个校区，校园面积4100多亩。王城校区位于桂林市中心的靖江王城，是国家5A级旅游景区。雁山校区是目前是学校的主校区。

### 学生
广西师范大学招收本科生、硕士、博士研究生及留学生等类学生。现有全日制本科生21137人，博士生110人，各类全日制硕士研究生5305人，各类留学生1800多人，函授、进修生等10000余人。

### 教职人员
学校在职教职员工2342人。现有专任教师1417人，其中具有高级职称763人，占54%，具有硕士（含）以上学位1110人，占78%。

## 历任领导
学校校长及党委书记如下：

| 校名                 | 姓名   | 职务        | 任职时间                 |
| -------------------- | ------ | ----------- | ------------------------ |
| 广西省立师范专科学校 | 杨东莼 | 校 长       | 1932.10-1934.3           |
| 广西省立师范专科学校 | 罗尔棻 | 校 长       | 1934.3-1934.10           |
| 广西省立师范专科学校 | 郭任吾 | 校 长       | 1934.10-1936.6           |
| 广西省立师范专科学校 | 曾作忠 | 校 长       | 1941.11-1942.3           |
| 廣西省立桂林师范学院 | 曾作忠 | 院 长       | 1942.3-1943.7            |
| 国立桂林师范学院     | 曾作忠 | 院 长       | 1943.7-1946.7            |
| 国立南宁师范学院     | 曾作忠 | 院 长       | 1946.7-1948.2            |
| 国立南宁师范学院     | 唐惜芬 | 院 长       | 1948.2-1949.1            |
| 国立南宁师范学院     | 黄华表 | 院 长       | 1949.1-1949.5            |
| 国立南宁师范学院     | 陈一百 | 院 长       | 1949.5-1949.11           |
| 广西师范学院筹委会   | 李迪生 | 主 任       | 1953.10-1954.3           |
| 广西师范学院         | 梁唐晋 | 院 长（代） | 1954.3-1955.9            |
| 广西师范学院         | 梁唐晋 | 院 长       | 1955.9-1957.9            |
| 广西师范学院         | 张云莹 | 院 长       | 1957.9-1966.6            |
| 广西师范学院         | 张留先 | 革委会主任  | 1968.12-1969.5（未到任） |
| 广西师范学院         | 张永华 | 革委会主任  | 1969.5-1971.5            |
| 广西师范学院         | 王远明 | 革委会主任  | 1971.5-1973.12           |
| 广西师范学院         | 崔 毅  | 革委会主任  | 1973.12-1976.5           |
| 广西师范学院         | 梁 正  | 革委会主任  | 1976.5-1978.11           |
| 广西师范学院         | 梁 正  | 院 长       | 1978.11-1980.3           |
| 广西师范学院         | 刘 群  | 院 长       | 1980.3-1982.6            |
| 广西师范学院         | 李德韩 | 院 长       | 1982.6-1983.5            |
| 广西师范大学         | 李德韩 | 校 长       | 1983.5-1984.6            |
| 广西师范大学         | 陈光旨 | 校 长       | 1986.12-1991.7           |
| 广西师范大学         | 王炜炘 | 校 长       | 1991.7-1993.8            |
| 广西师范大学         | 张葆全 | 校 长       | 1993.8-1997.3            |
| 广西师范大学         | 黄介山 | 校 长       | 1997.3-2002.1            |
| 广西师范大学         | 梁 宏  | 校 长       | 2002.1-2017.7            |
| 广西师范大学         | 贺祖斌 | 校 长       | 2017.7-2023.6            |
| 广西师范大学         | 孙杰远 | 校 长       | 2023.6至今               |

| 党组织名称               | 姓名   | 职务  | 任职时间        |
| ------------------------ | ------ | ----- | --------------- |
| 广西师范学院党支部       | 岳 健  | 书 记 | 1953.10-1955.6  |
| 广西师范学院党总支       | 梁唐晋 | 书 记 | 1955.6-1956.9   |
| 广西师范学院党总支       | 刘庆仙 | 书 记 | 1956.10-1957.2  |
| 广西师范学院党委         | 梁唐晋 | 书 记 | 1957.3-1957.9   |
| 广西师范学院党委         | 杨 江  | 书 记 | 1957.9-1966.6   |
| 广西师范学院党的核心小组 | 王远明 | 组 长 | 1972.1-1973.12  |
| 广西师范学院党的核心小组 | 崔 毅  | 组 长 | 1973.12-1975.5  |
| 广西师范学院党委         | 崔 毅  | 书 记 | 1975.5-1976.6   |
| 广西师范学院党委         | 梁 正  | 书 记 | 1976.6-1980.3   |
| 广西师范学院党委         | 刘 群  | 书 记 | 1980.3-1983.5   |
| 广西师范大学党委         | 刘 群  | 书 记 | 1983.5-1984.6   |
| 广西师范大学党委         | 朱天恩 | 书 记 | 1986.12-1990.10 |
| 广西师范大学党委         | 陈光旨 | 书 记 | 1991.4-1991.7   |
| 广西师范大学党委         | 黄介山 | 书 记 | 1991.7-2004.9   |
| 广西师范大学党委         | 陈大克 | 书 记 | 2004.8-2007.4   |
| 广西师范大学党委         | 王 枬  | 书 记 | 2007.8-2017.7   |
| 广西师范大学党委         | 邓 军  | 书 记 | 2017.7-2023.6   |
| 广西师范大学党委         | 贺祖斌 | 书 记 | 2023.6至今      |

## 学院

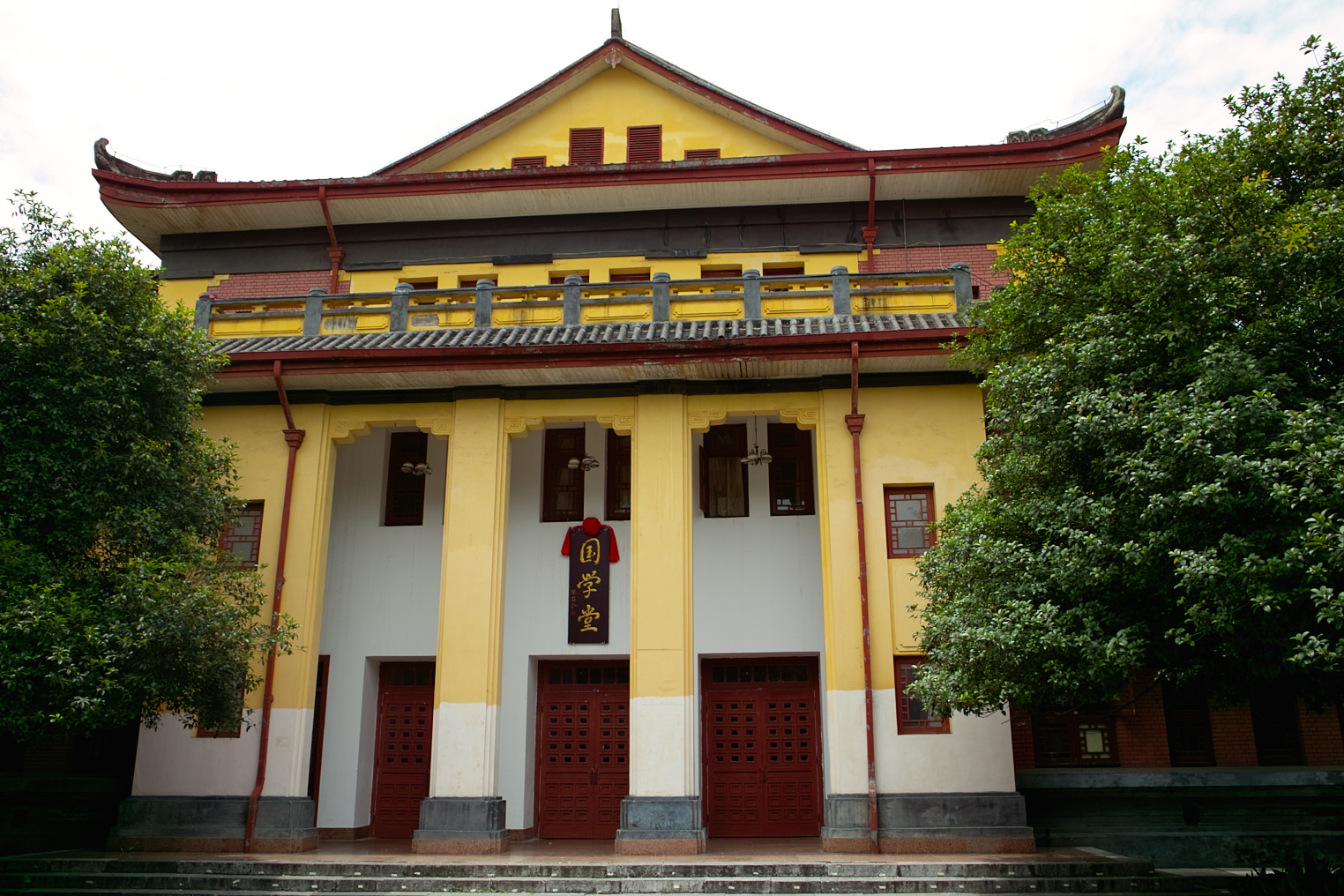
国学堂

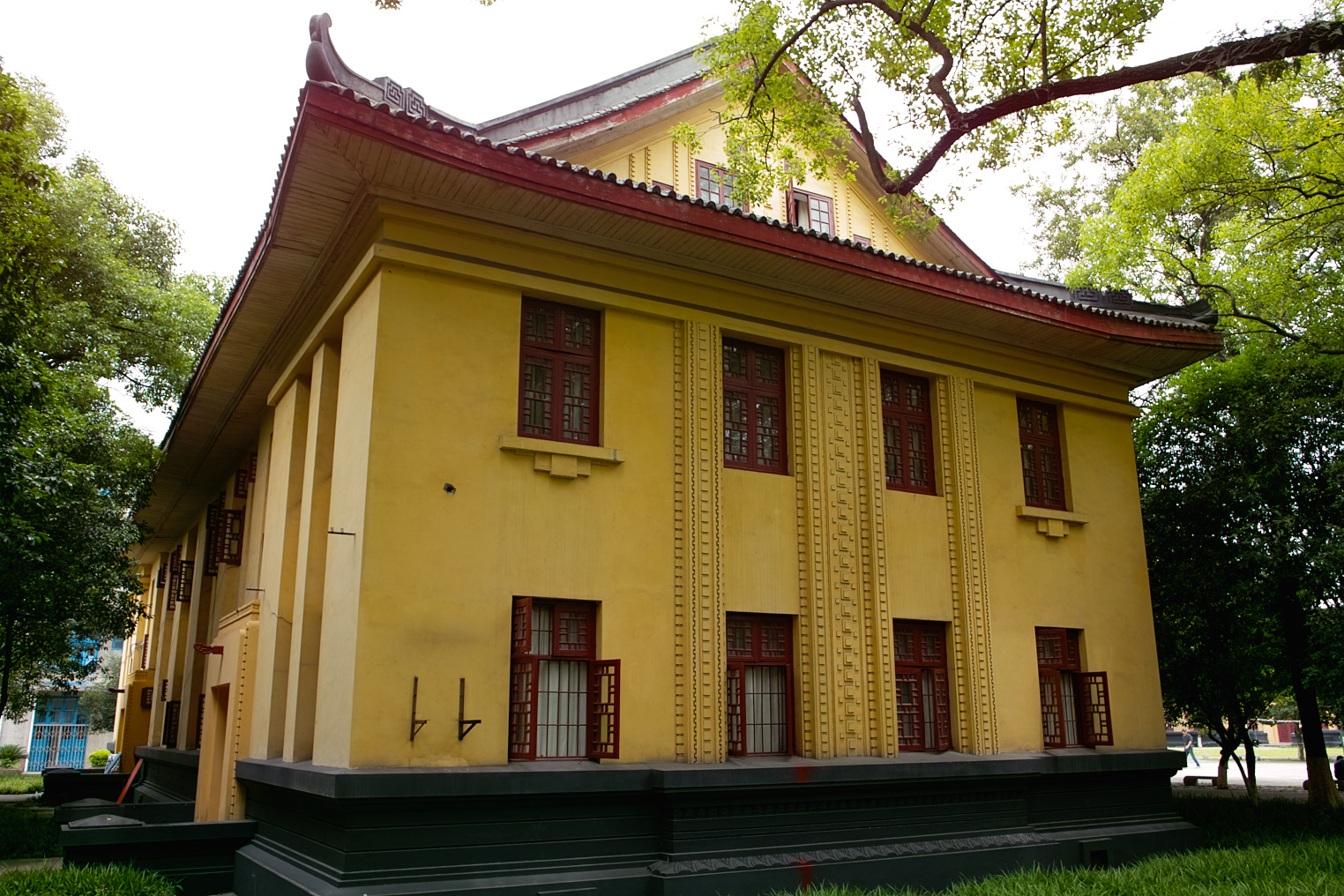

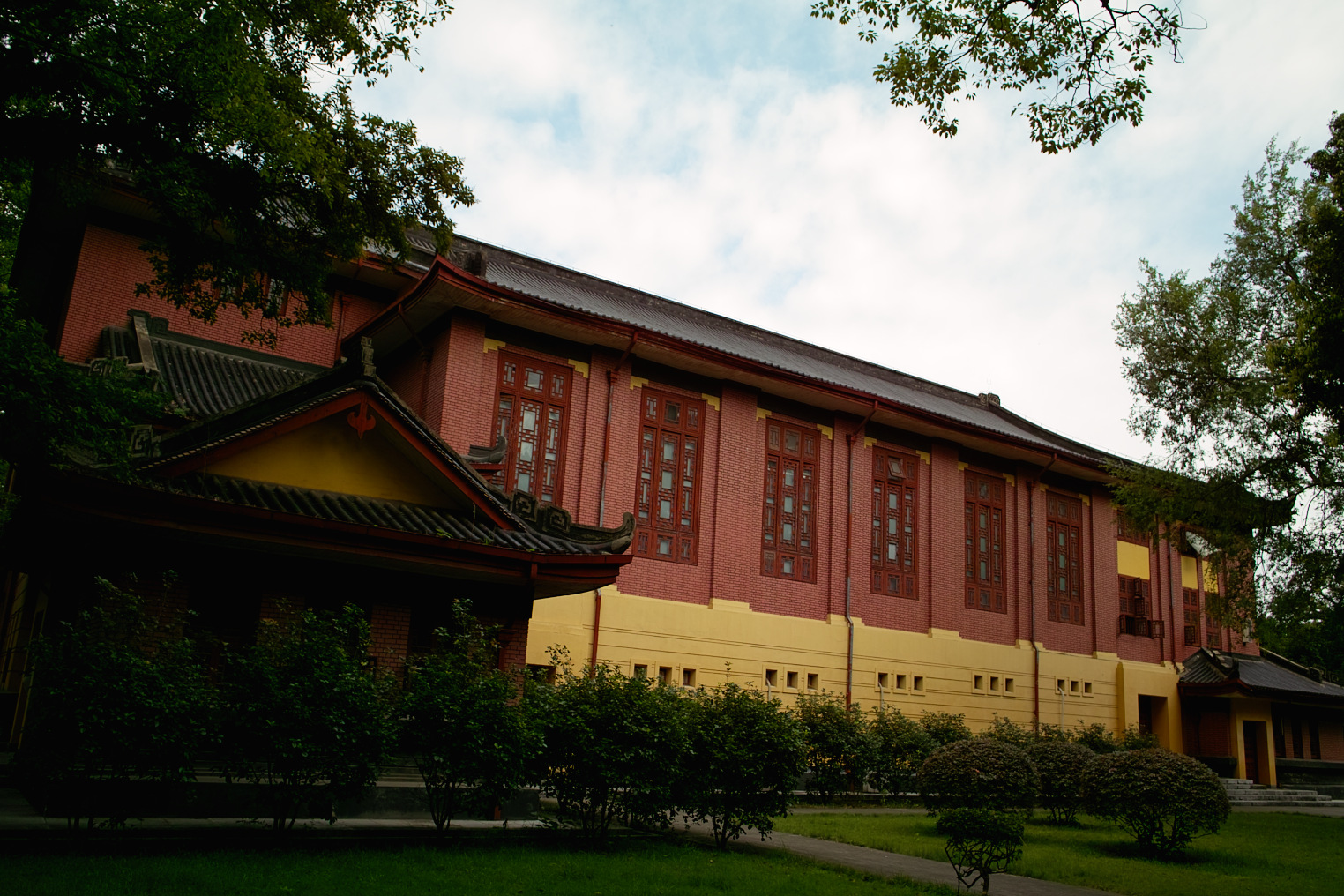
礼堂

- 文学院/新闻与传播学院
- 历史文化与旅游学院
- 马克思主义学院
- 法学院/律师学院
- 政治与公共管理学院
- 经济管理学院
- 教育学部/教师教育学院（田家炳教育书院）
- 外国语学院
- 美术学院
- 音乐学院
- 数学与统计学院
- 物理科学与技术学院
- 化学与药学学院
- 生命科学学院
- 环境与资源学院
- 计算机科学与工程学院/软件学院
- 体育与健康学院
- 电子与信息工程学院/集成电路学院
- 职业技术师范学院
- 设计学院
- 国际文化教育学院
- 出版学院

## 重点实验室
- 国家文科基础学科人才培养和科学研究基地
- 中小学骨干教师国家级培训基地
- 教育部广西师范大学基础教育课程研究中心
- 省部共建药用资源化学与药物分子工程教育部重点实验室

### 广西高校重点实验室
- 药用资源化学与药物分子工程自治区重点实验室
- 野生动物生态学实验室
- 天然产物研究与开发实验室（广西金源单位）
- 生物无机与配位化学实验室
- 信息智能和数据处理实验室
- 科学计算与模拟实验室
- 生命过程与环境分析科学实验室
- 广西人文社会科学发展研究中心
- 教育厅广西师范大学西南城市与区域发展研究中心

## 研究所、中心
- 中国语言文学研究所
- 中国诗学研究中心
- 壮学研究所
- 广西地方民族史研究所
- 旅游研究所
- 马克思主义研究所
- 法制与社会发展研究所
- 经济研究所
- 教育科学研究所
- 女性发展研究所
- 外国语言文学研究所
- 环境艺术设计研究所
- 民族音乐舞蹈研究所
- 应用数学研究所
- 理论物理研究所
- 科学教育研究所
- 电子技术研究所
- 应用化学研究所
- 应用生物研究所
- 珍稀濒危动植物研究所
- 材料科学与工程研究所
- 环境科学与工程研究所
- 计算机应用研究所
- 自动化研究所
- 体育与保健科学研究所
- 客家文化研究所
- 产业经济与人才发展战略研究所
- 成人教育研究所

## 附属机构

### 附属中学
- 广西师范大学附属中学（一附中）
- 广西师范大学附属外国语学校（二附中）

### 附属小学
- 桂林市七星区卓然小学（广西师大附小）

### 出版社
廣西師範大學出版社書籍種類繁多。作家陶傑於他主持的香港商業電台節目《光明頂》對該社出版書籍作過推介。